# Mosquetón 1954
El Mosquetón 1954 es un fusil de cerrojo mexicano. Está basado en el Mauser 1936, pero tiene varias características del Springfield M1903, como su cartucho .30-06 Springfield

## Diseño
El Mosquetón 1954 era un Mauser Modelo 1936 simplificado. Su culata estaba hecha de triplay laminado. Además de ser de calibre 7,62 mm, empleaba la armella portafusil y el alza del Springfield M1903A3. Sin embargo, algunos Mosquetones 1954 conservaron el alza tangencial del Mauser Modelo 1936. Se le podía montar la bayoneta del Mauser Modelo 1895.
El Mosquetón 1954 fue producido como fusil y como carabina.  Fue fabricado por la Fábrica Nacional de Armas México D.F. hasta el año de 1959. Se deriva del modelo Mauser 1936, fabricado bajo licencia en México. Este fusil fue el último modelo en calibre 7 mm que armó al Ejército Mexicano antes de cambiar al calibre 7,62 mm. Versiones posteriores introdujeron variantes en el calibre, la utilización de miras telescópicas y su uso como francotirador, si bien esta arma no estaba aún bien establecida en el ejército.
Este fusil era conocido por su gran precisión y poder de parada.[cita requerida]

## Historia

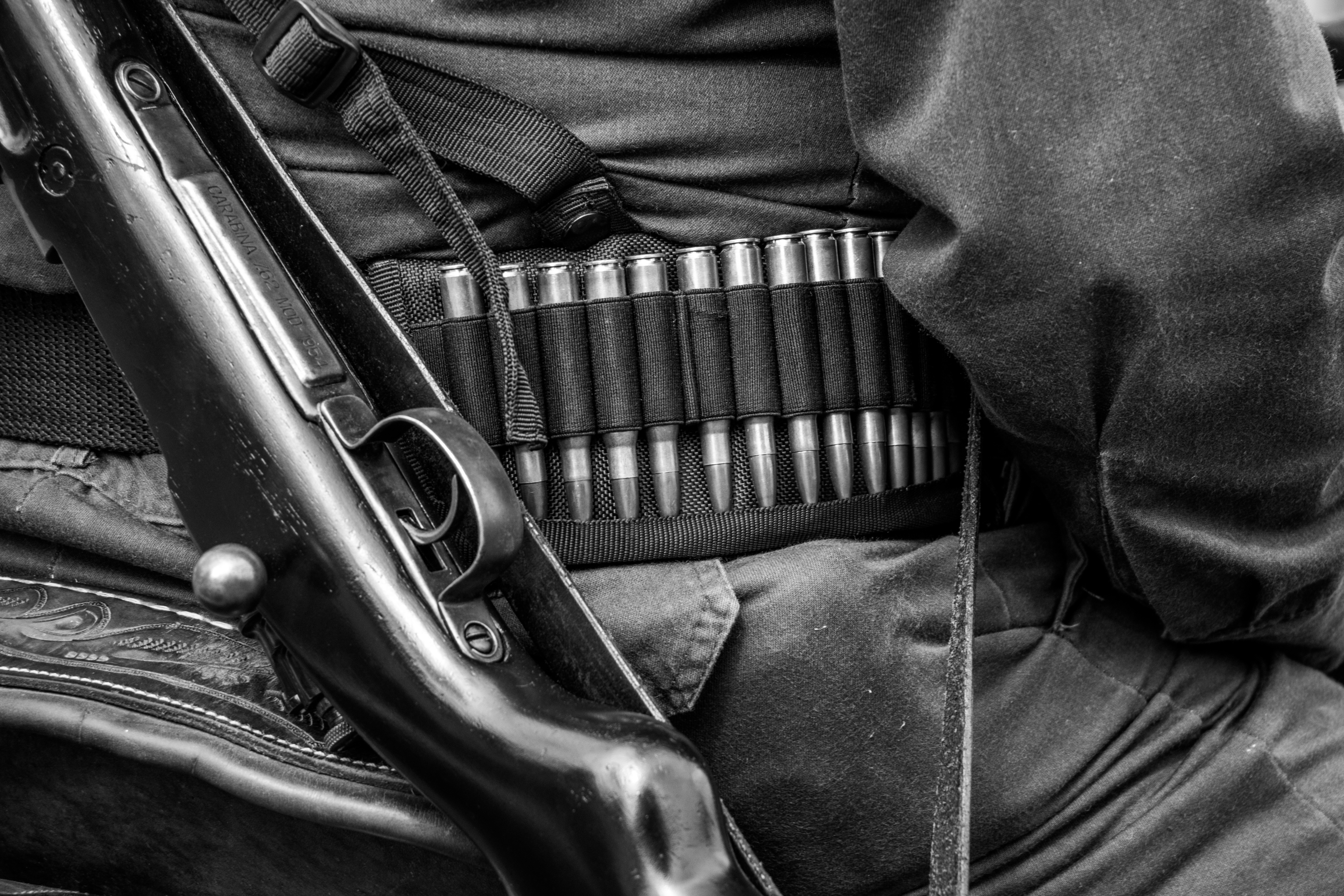
La carabina Modelo 1954 de un miliciano rural en 2015.

El Mosquetón 1954 fue desarrollado después que el Ejército Mexicano recibiese muchas armas estadounidenses, tales como el fusil semiautomático M1 Garand. Como cada vez más fusiles semiautomáticos estuvieron disponibles en el mercado de armas militares sobrantes, la producción del Mosquetón 1954 se redujo a partir de 1955 pero continuó hasta 1959. Algunos de estos fusiles fueron suministrados a la Armada de México y tienen el marcaje "Armada".
En la década de 1960, el Mosquetón 1954 todavía era uno de los fusiles estándar del Ejército Mexicano. En 2017, el Mosquetón 1954 todavía era empleado por el Cuerpo de Defensa Rural. En el mercado civil de armas estadounidense, el Mosquetón 1954 estaba listado como "curiosidad o antigüedad, a la que se aplica el artículo 18 U.S.C. Chapter 44 del Acta de Control de Armas de 1968" en la lista de clasificaciones de la Agencia de Alcohol, Tabaco, Armas de Fuego y Explosivos de 2018. 

## Producción y utilización
Este fusil fue manufacturado bajo licencia en la fábrica de armas del Ejército Mexicano, viniendo a sustituir al Modelo Mondragón y a las diferentes carabinas. La producción se centró en el equipamiento de la tropa de infantería y algunos oficiales. 
Al paso del tiempo y con la introducción del FAL, su uso se relegó a actos ceremoniales y al armado del Agrupamiento de Rurales. 
Además ha sido y sigue siendo utilizado en la instrucción de tiro del conscripto del Servicio Militar Nacional.
En el 2006, la Secretaría de la Defensa Nacional autorizó la restauración y venta a militares de alto rango de algunos fusiles sobrantes, incluyendo nueva ornamentación y detalles de colección.[cita requerida]
Ya no se usa para la instrucción del personal del Servicio Militar Nacional, se ha cambiado por el F.A.L. o C.A.L. según la unidad.

## Usuarios
- México